# Bravo-Jahrescharts 1963
Überragend auf Platz 1 landete in diesem Jahr Junge, komm bald wieder, der größte Hit in der Karriere von Freddy Quinn. Zwei Sängerinnen gehören zu den Newcomern des Jahres: Die mittlerweile verstorbene Manuela landete ihren ersten Hit und entwickelte sich danach zur beliebtesten Schlagersängerin der 1960er Jahre. Die Dänin Gitte Hænning verlangte nach einem Cowboy als Mann und etablierte sich damit als erfolgreiche Sängerin in Deutschland.
In ihrer Ausgabe 01/1964 veröffentlichte die Jugendzeitschrift Bravo in der „Musicbox“ die Schlager des Jahres: „Bravo zieht die Bilanz der Hits von 1963“. In der Broschüre Die Bravo-musicbox hat Christian Müller nach Auswertung der wöchentlichen Musicboxen anhand eines Punktesystems ebenfalls eine Rangliste (Die Hits des Jahres 1963) der Bravo-Jahrescharts zusammengestellt.

## Bravo-Musicbox 1963
1. Freddy – Junge, komm bald wieder
2. Gitte – Ich will ’nen Cowboy als Mann
3. Connie Francis – Wenn du gehst
4. Connie Francis – Barcarole in der Nacht
5. Manuela – Schuld war nur der Bossa Nova
6. Freddy – Lass mich noch einmal in die Ferne
7. Gitte und Rex Gildo – Vom Stadtpark die Laternen
8. Cliff Richard – Rote Lippen soll man küssen
9. Blue Diamonds – Sukiyaki
10. Tahiti-Tamourés – Wini-Wini
11. Elvis Presley – Devil in Disguise
12. Renate und Werner Leismann – Gaucho Mexicano
13. Rex Gildo – Maddalena
14. Rex Gildo – Zwei blaue Vergißmeinnicht
15. Will Brandes – Baby-Twist
16. Connie Francis – Die Nacht ist mein
17. Gus Backus – Der Mondschein an der Donau
18. Peter Hinnen – Siebentausend Rinder
19. Martin Lauer – Wenn ich ein Cowboy wär
20. Billy Mo – Ich kauf’ mir lieber einen Tirolerhut

## Die Hits des Jahres 1963
(nach Peter Müller)
1. Junge, komm bald wieder – Freddy Quinn – 472 Punkte
2. Schuld war nur der Bossa Nova – Manuela – 344 Punkte
3. Ich will ’nen Cowboy als Mann – Gitte – 326 Punkte
4. Wenn du gehst – Connie Francis – 310 Punkte
5. Barcarole in der Nacht – Connie Francis – 306 Punkte
6. Devil in Disguise – Elvis Presley – 280 Punkte
7. Gaucho Mexicano – Renate und Werner Leismann – 268 Punkte
8. Blame It on the Bossa Nova – Eydie Gormé – 218 Punkte
9. Wini-Wini – Tahiti-Tamourés – 216 Punkte
10. Sukiyaki – Blue Diamonds – 213 Punkte

## Bravo-Otto-Wahl 1963

### Sänger
1. Goldener Otto: Freddy Quinn
2. Silberner Otto: Gus Backus
3. Bronzener Otto: Rex Gildo

### Sängerinnen
1. Goldener Otto: Connie Francis
2. Silberner Otto: Caterina Valente
3. Bronzener Otto: Conny Froboess